# فاليري كورتوا
فاليري كورتوا (بالهولندية: Valérie Courtois؛ مواليد 1 نوفمبر 1990) هي لاعبة كرة طائرة بلجيكية تلعب في مركز ليبرو ‏. تلعب مع ستاد فرانسيس باريس سان كلاود.
في عام 2013، حصلت على جائزة أفضل ليبرو في بطولة أوروبا.
وهي شقيقة لاعب كرة القدم تيبو كورتوا.

## وصلات خارجية
- فاليري كورتوا على موقع الاتحاد الأوروبي (الإنجليزية)
- فاليري كورتوا على موقع عالم الكرة الطائرة (الإنجليزية)
- فاليري كورتوا على موقع الدوري الألماني للكرة الطائرة (الألمانية)
- فاليري كورتوا على موقع Ligue Nationale de Volley (الفرنسية)